# سد مرزوق
سد مرزوق (به عربی: سد مرزوق) یک سد و منطقهٔ مسکونی در عربستان سعودی است که در الباحه واقع شده‌است.